# Reserva Natural de Nyer
La Reserva Natural de Nyer està situada en el terme comunal de Nyer, a la comarca del Conflent, de la Catalunya del Nord.
És reserva natural des del 21 de gener del 1998, amb revisió del 18 d'octubre del 2007. Ocupa una superfície de 2.192 hectàrees, i està compresa entre 730 i 2.663 metres sobre el nivell del mar. El seu codi és RNR128 / FR9300035, i l'identificador WDPA, 555514318.

## Localització
La Reserva Natural de Nyer ocupa el 60% del territori de la comuna, a la part meridional. És limítrof amb la Reserva Natural de Pi - Mentet, al sud-est i a l'est, tot i que pel costat de llevant no arriba ben bé a tocar la de Nyer, ja que l'en separa el poble de Mentet. La seva seu institucional, la Casa de la Reserva, és al número 6 del carrer de la Font, de Nyer. L'accés a la reserva des del nord es caracteritza per ser a través d'engorjats naturals espectaculars, com les Gorges de Nyer.

## Geologia
Geològicament, la reserva pertany a la unitat geològica del massís de Carençà. Quasi la seva totalitat està constituïda per gneis ullats del Carençà, amb tres subsectors on els gneis són injectats de granits alcalins. Per contra, l'extrem nord de la reserva és d'un gran complexitat (intercalacions de micasquistos, milonites, granits calcoalcalins, gneis fins, marbres calcaris i dolomítics), i es presenta amb unes gorges impressionants.

## Flora
Les formacions forestals ocupen uns espais importants i constitueixen, amb els penya-segats l'interès de l'espai protegit. El paisatge forestal varia segons la vall: la vall de Mentet (o de Nyer) conté més arbres de fusta dura que no pas de resinosos, mentre que a la del Torrent de Carençà hi domina el pi negre. El rol d'aquest bosc a la lluita contra l'erosió del sòl és essencial a les dues valls de règim torrencial, i la seva dinàmica necessita un seguiment científic. A més del bosc, nombrosos biotops són presents, com la landa, els roquissars i les zones humides, les gespes... Aquesta diversitat, acompanyada de fortes diferències en altitud, explica la riquesa i l'originalitat de la flora present, destacable per una forta taxa d'endemisme. Entre les 850 espècies vegetals repertoriades avui dia, 80 tenen un estatus particular, algunes d'elles protegides, com l'androsace vandellii, visible en els escarpaments rocosos.

## Fauna
La diversificació dels medis, sobretot els nínxols ecològics i la molt feble artificialització de l'espai permeten l'existència d'una fauna rica i variada. En aquest món poblat d'isards, de gats mesquers, de marmotes, hi fan niu també la rara i enigmàtica almesquera, o rata mesquera, la geneta… Els rats penats tenen igualment un lloc d'honor en un territori que compta amb prop de la meitat de les espècies presents a Europa!
S'hi pot admirar igualment una entomofauna caracteritzada per la presència de lepidòpters com l'apol·lo. L'avifauna hi és fortament representada, la vida de rapaces, àguila reial, trencalossos, està afavorida par l'abundor de penya-segats, on es troba el sorprenent pela-roques. En el bosc, els arbres vells acullen mussols pirinencs i picots negres. En fi, els ocells com la merla blava o el cotoliu són freqüents a la reserva.